# Кинг, Джон Герберт
Джон Герберт Кинг (англ. John Herbert King) — временный (без права на пенсию) сотрудник Форин-офис с 1934 года, агент советской разведки с 1935 года.
Завербован Генри Кристианом Пиком. Предоставил для фотокопирования документы большой важности, некоторые из которых были представлены лично Сталину, в том числе телеграммы английского посольства в Берлине о результатах переговоров с Гитлером.
Арестован в 1939 году за шпионаж в пользу Советского Союза после того, как его скомпрометрировал Вальтер Кривицкий, осуждён на 10 лет.